# كعيكة
الكُعَيْكة أو الكوكي أو الرقيقة المحلاّة (بالإنجليزية: Cookie)‏ هي قرص دائري يتكون من دقيق القمح ويُرش عليه حبات شوكولاتة، وهي أحد أنواع الحلويات، يُطلق عليه أحياناً اسم بسكويت. و تعتبر الكعيكة حلوى أصلها من بلاد فارس وبدأ ظهورها في القرن السابع الميلادي. وانتقلت لبلاد أوروبا بالفتح الإسلامي للأندلس. ثم انتقلت بعدها إلى أمريكا في القرن السادس عشر. تعرف الكعيكات في عدد كبير من البلدان منها الولايات المتحدة على أنها نوع من البسكويت المقرمش. يمكن أن تحضّر بنكهات عديدة كالشوكولا والشوفان وجوز الهند وغيرها.
يحضّر عادةً من الدقيق، الزبدة، السكر، البيض، البايكنغ صودا، الفانيلا والملح. تضاف المكونات الأخرى بحسب النوع المطلوب أيضاً يحضر من أثمن مواد العالم مثلا الشوكولاة الفاخرة أو الدقيق الفاخر وتعد أيضاً من السكر البني وأيضاً يبيعونها في المدارس أو الأماكن العامة.

## المعلومات الغذائية

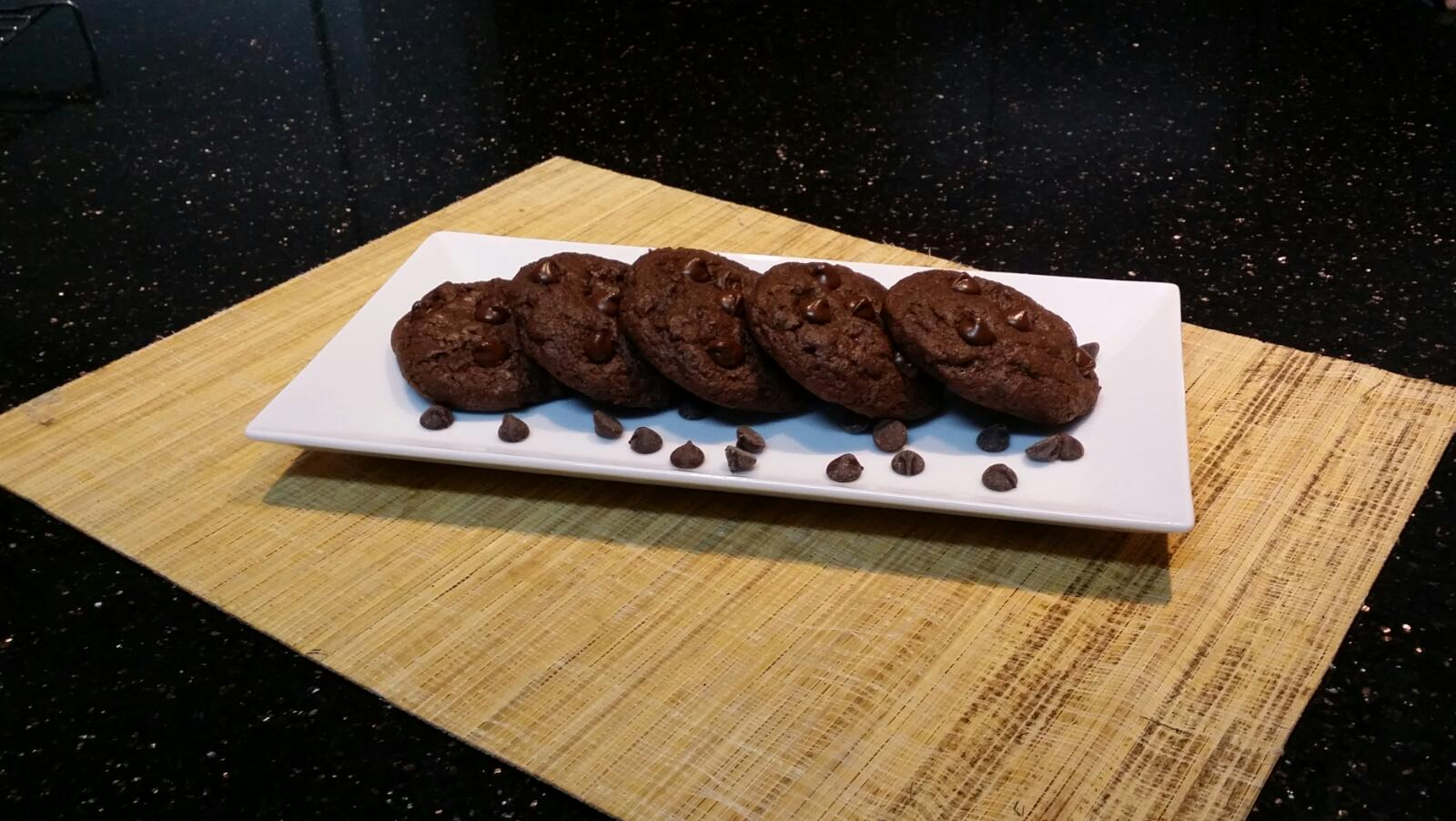
كعيكات الشوكولاتة المزين برقائق الشوكولاتة.

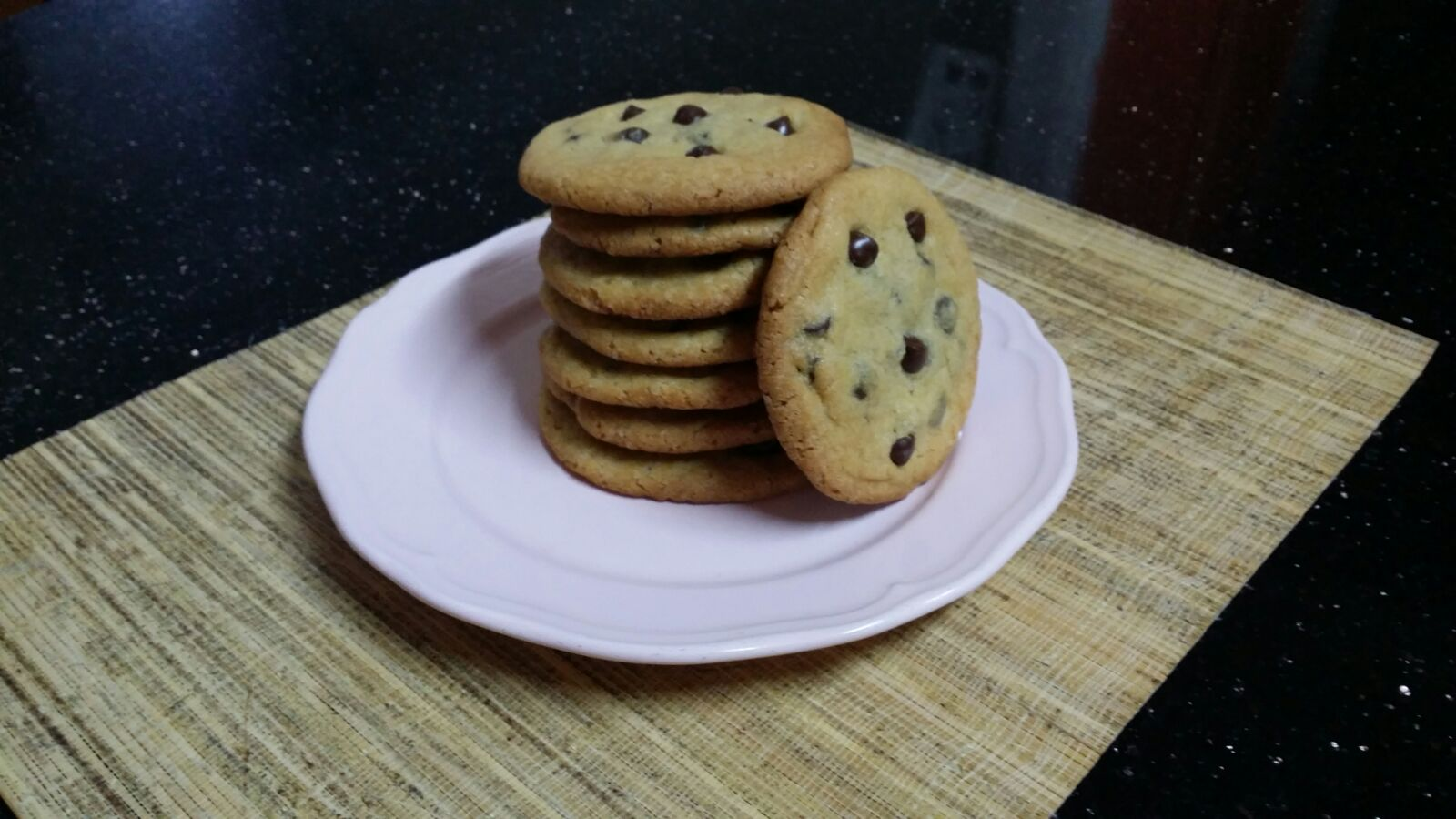
كعيكات الفانيليا مُزيّن برقائق شوكولاتة.

تحضّر الكعيكات بالشوكولاتة من الدقيق، البيض، رقاقات الشوكولاتة، الزبدة، السكر، السكر الأسمر، البايكنغ صودا، الفانيليا والملح. تحتوي كل كعيكة بالشوكولاته (24غ تقريباً)، بحسب موقع شهية، على المعلومات الغذائية التالية:
- السعرات الحرارية: 95
- الدهون: 5
- الدهون المشبعة: 3
- الكوليسترول: 16
- الكاربوهيدرات: 12
- البروتينات: 1كعيكات الفانيليا مُزيّن برقائق شوكولاتة.

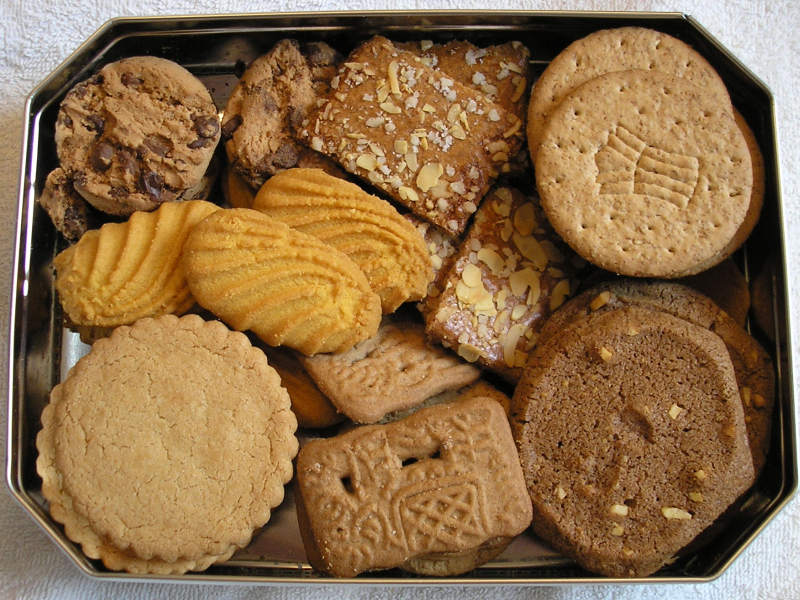
انواع مختلفة من الكوكي الغير مصنوع مع رقائق الشوكولاتة.

## معرض صور

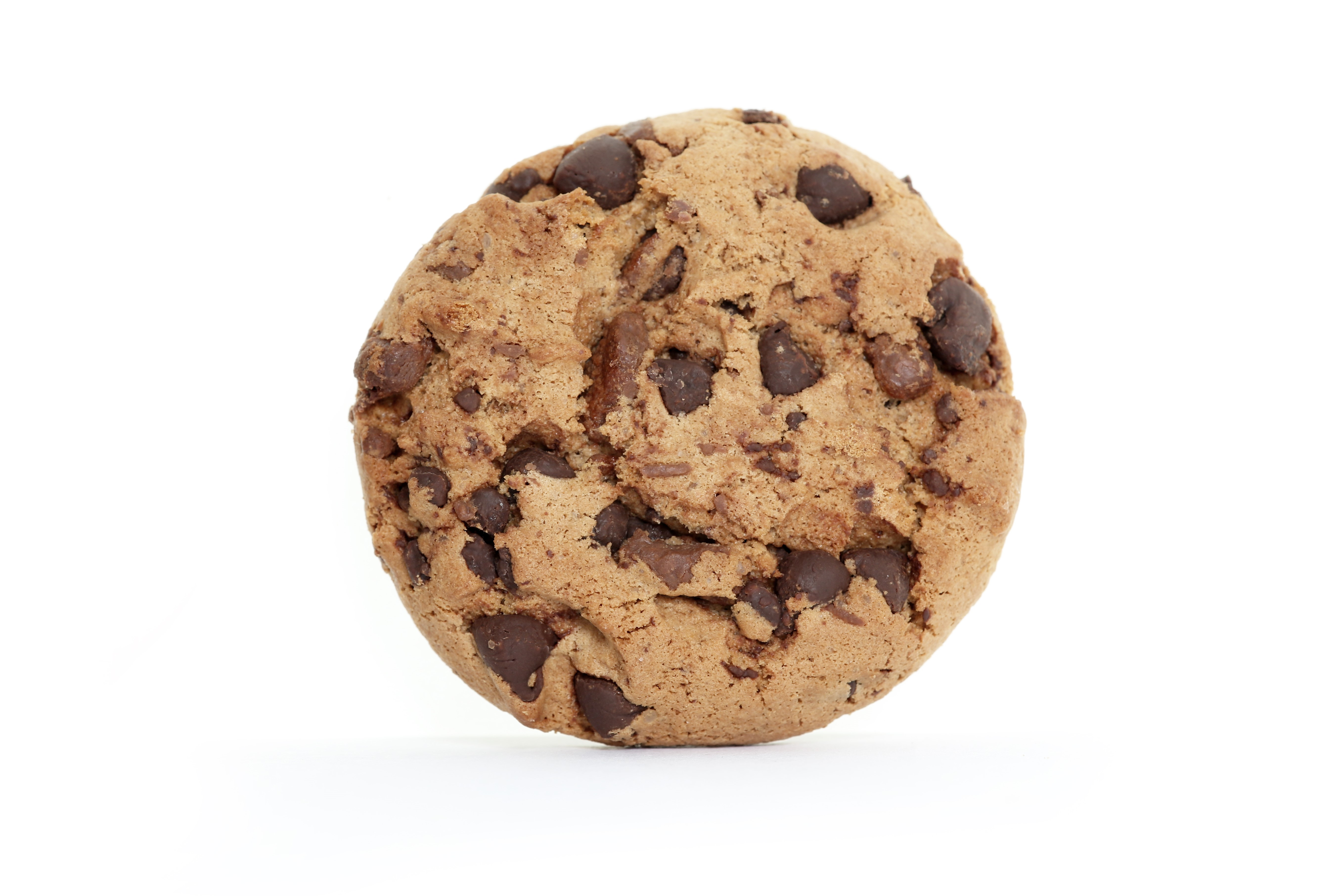
الكوكيز برقائق الشوكولاتة
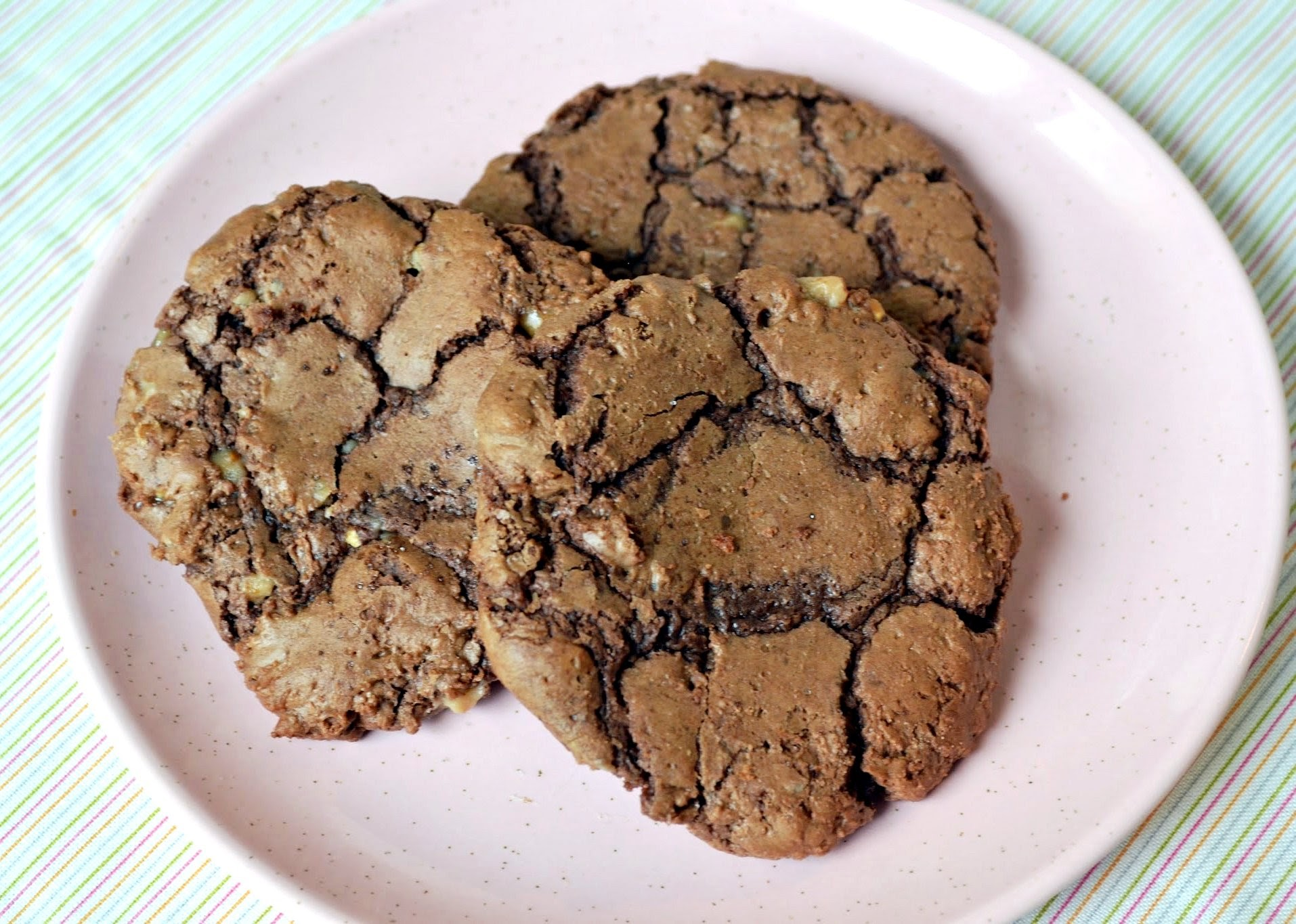
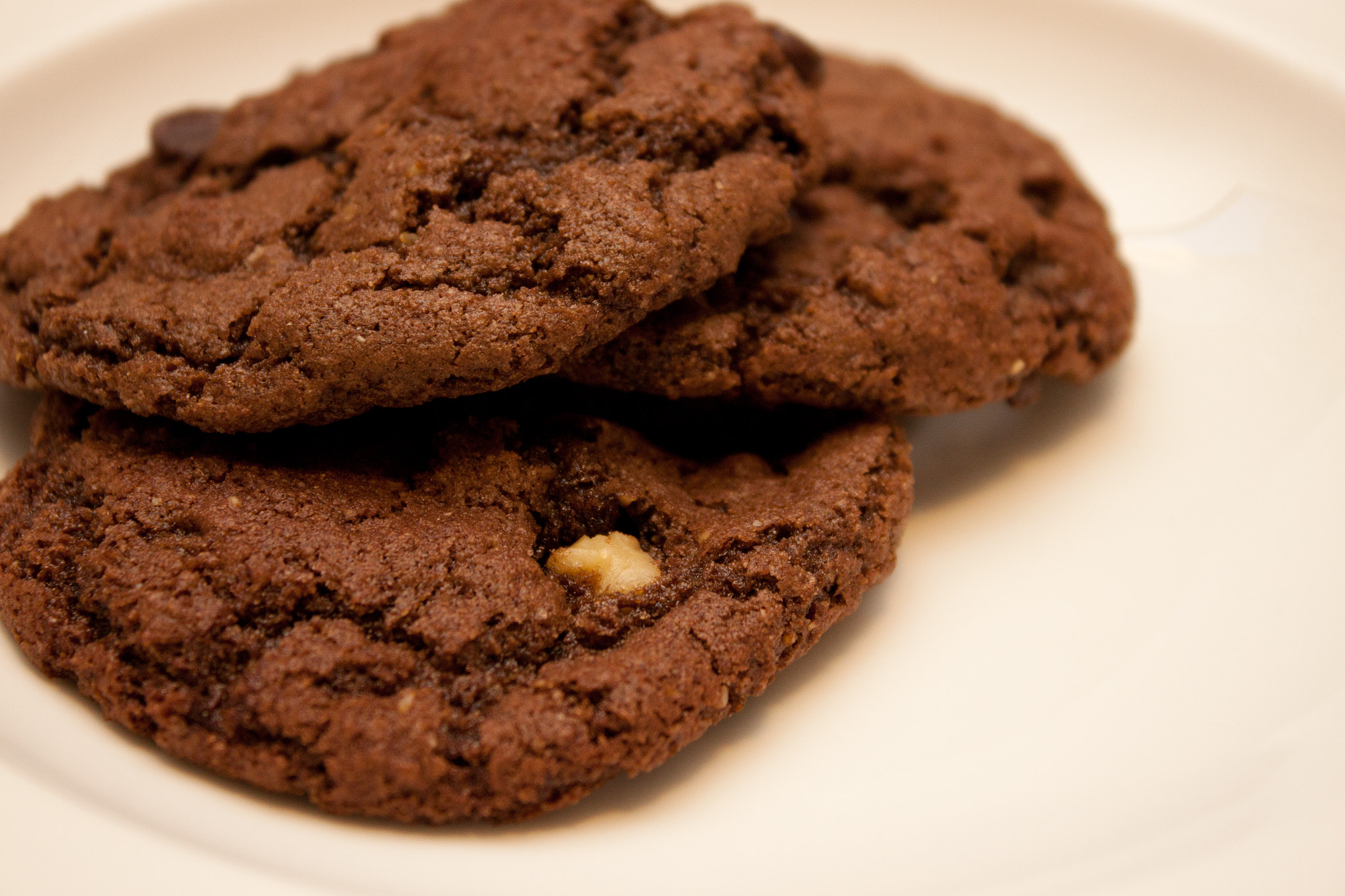
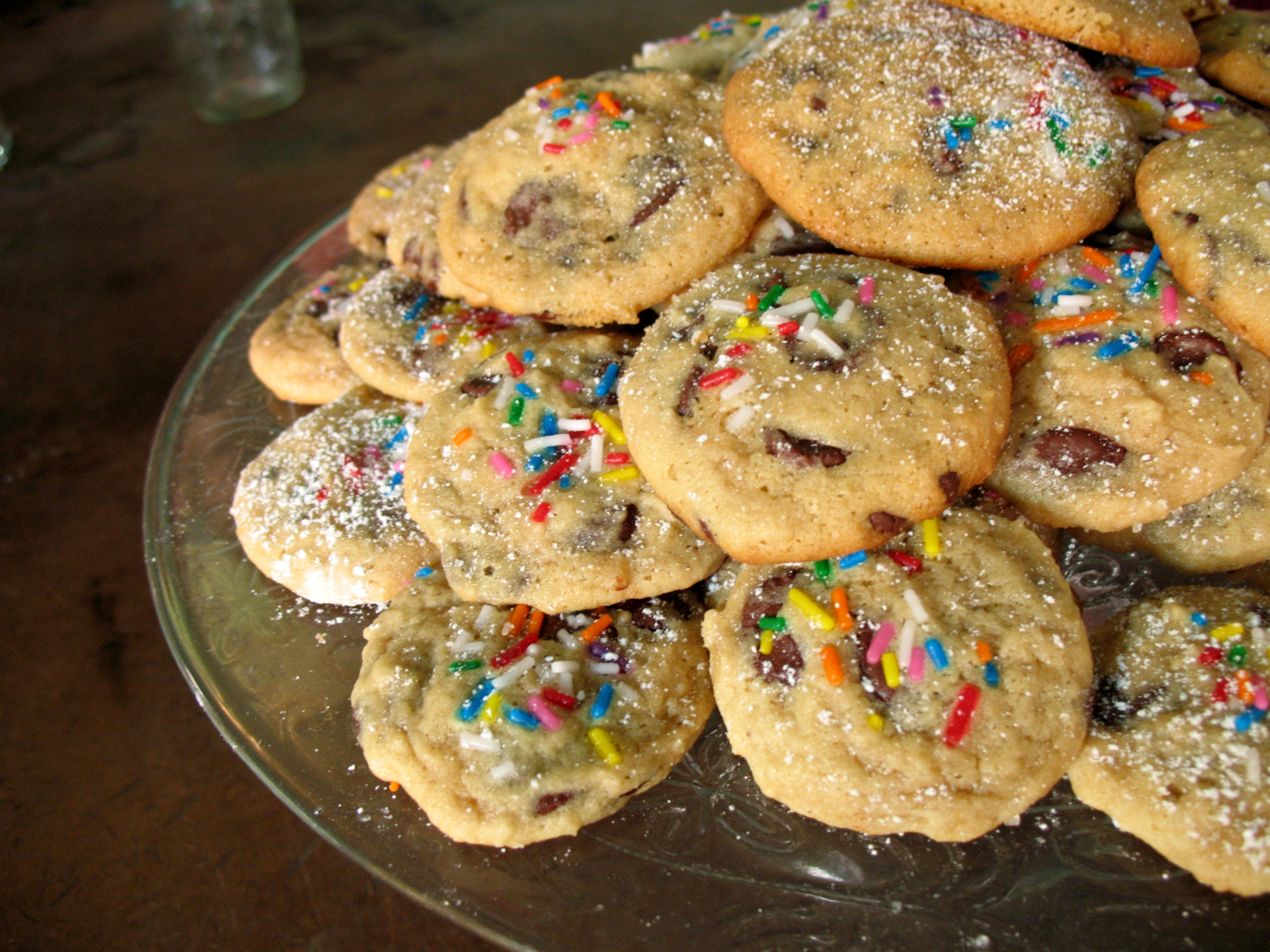
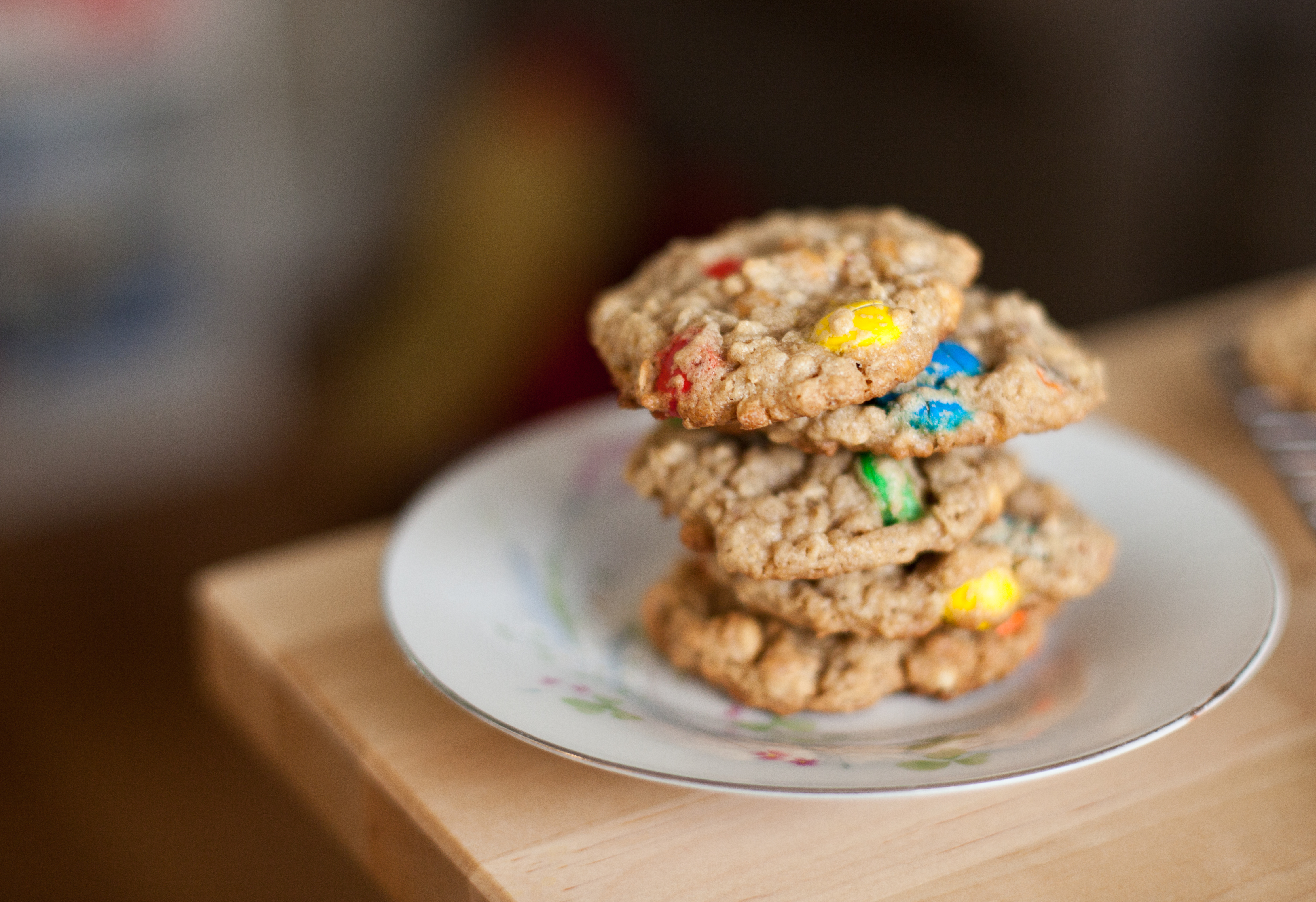
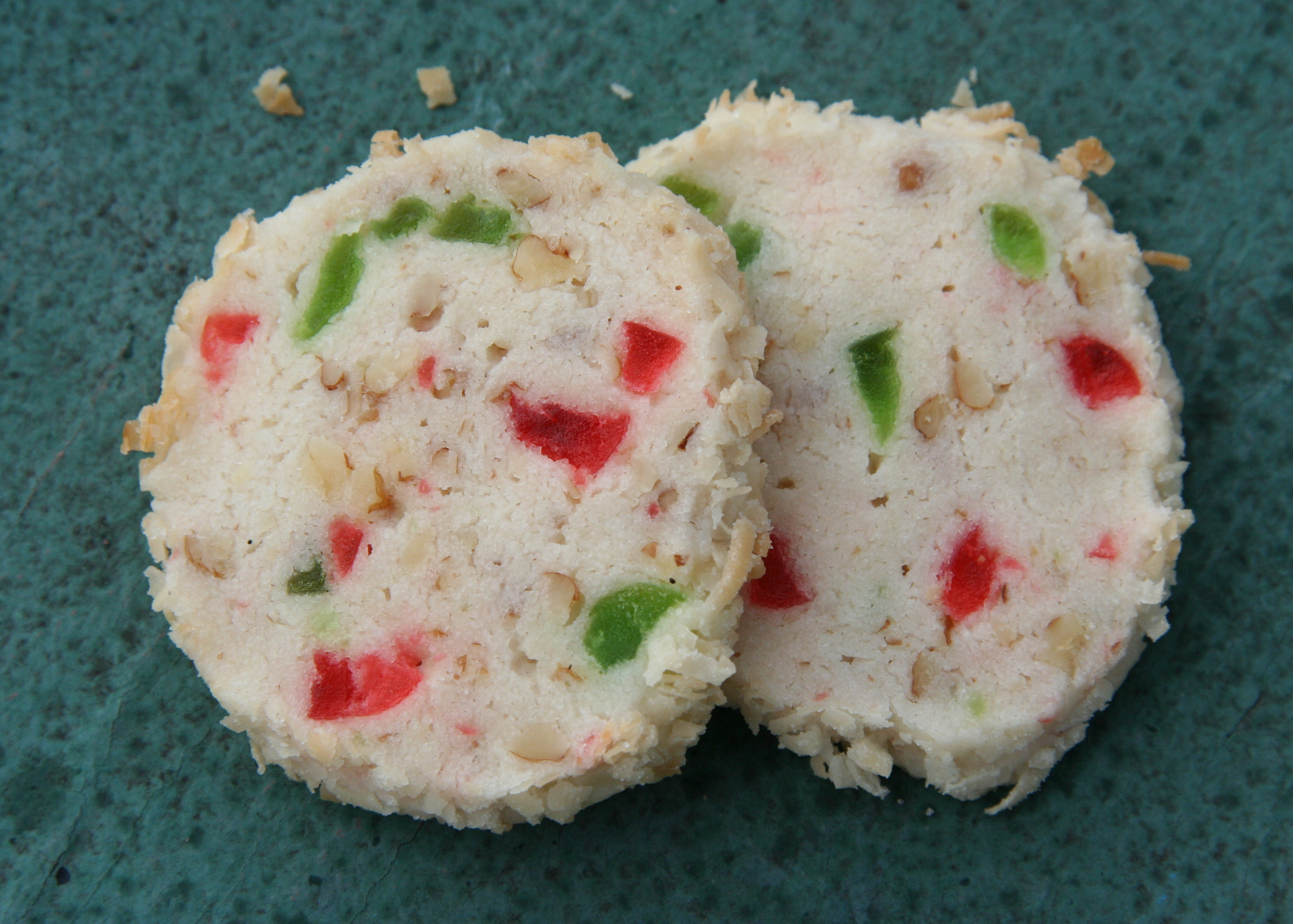
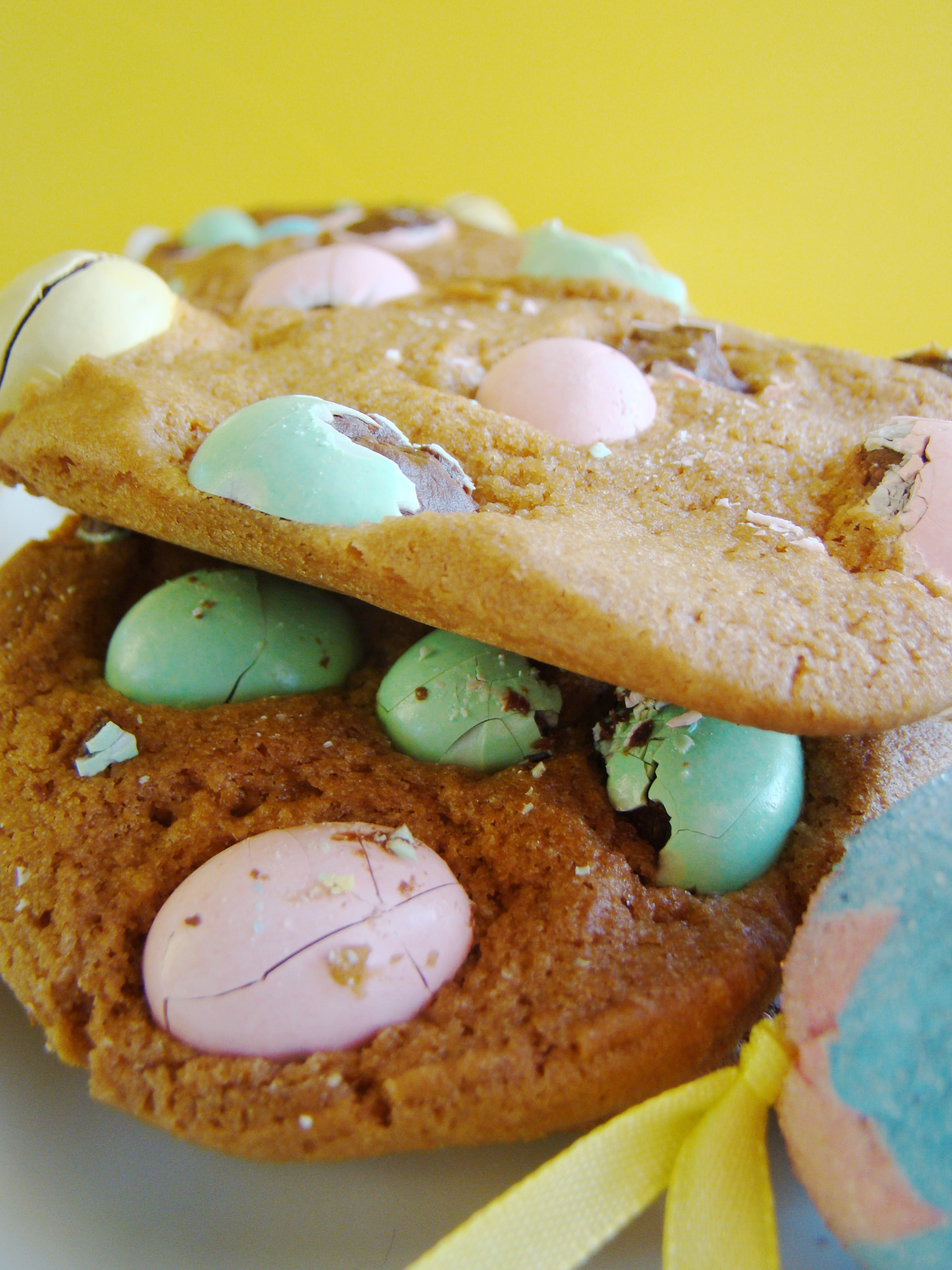
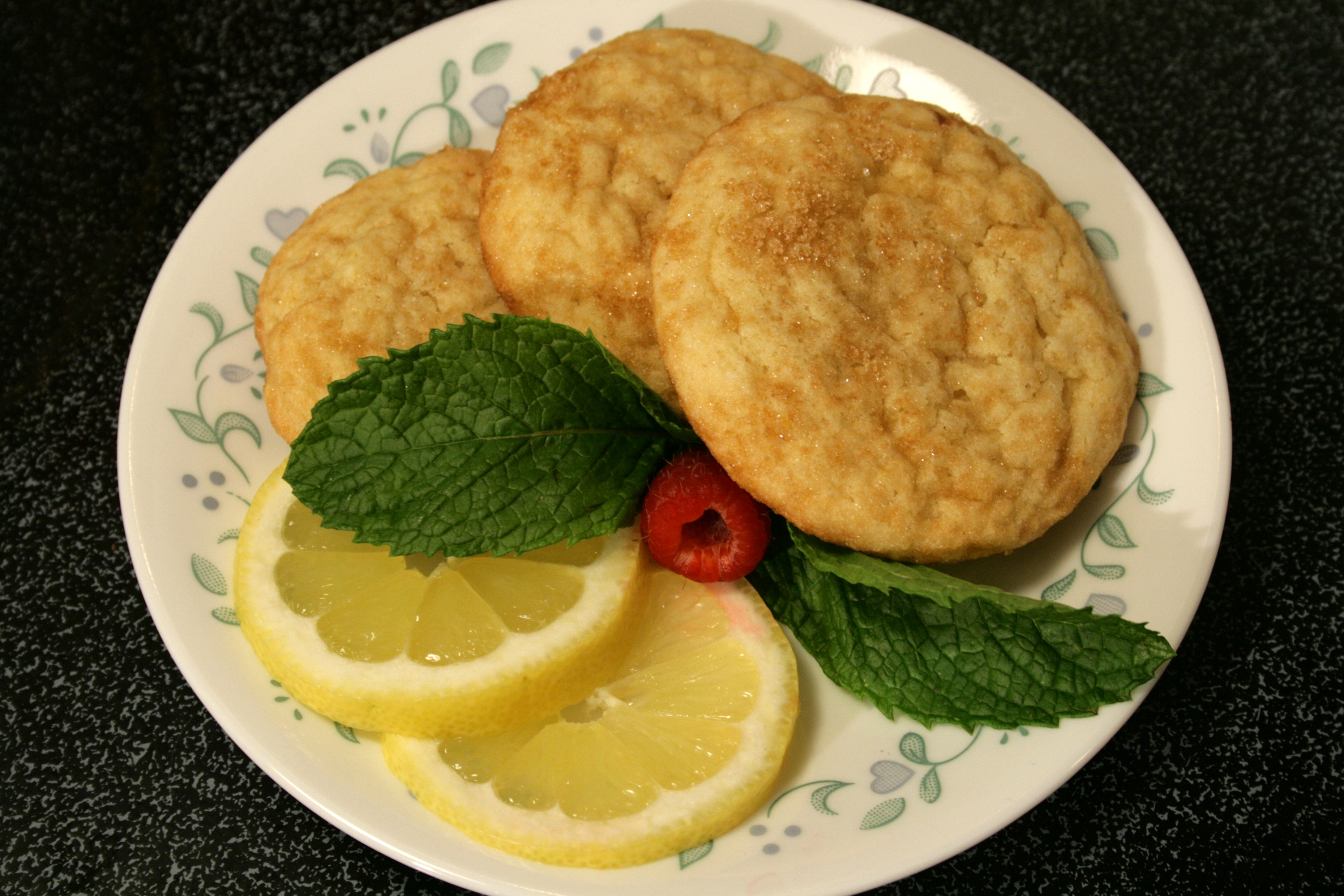
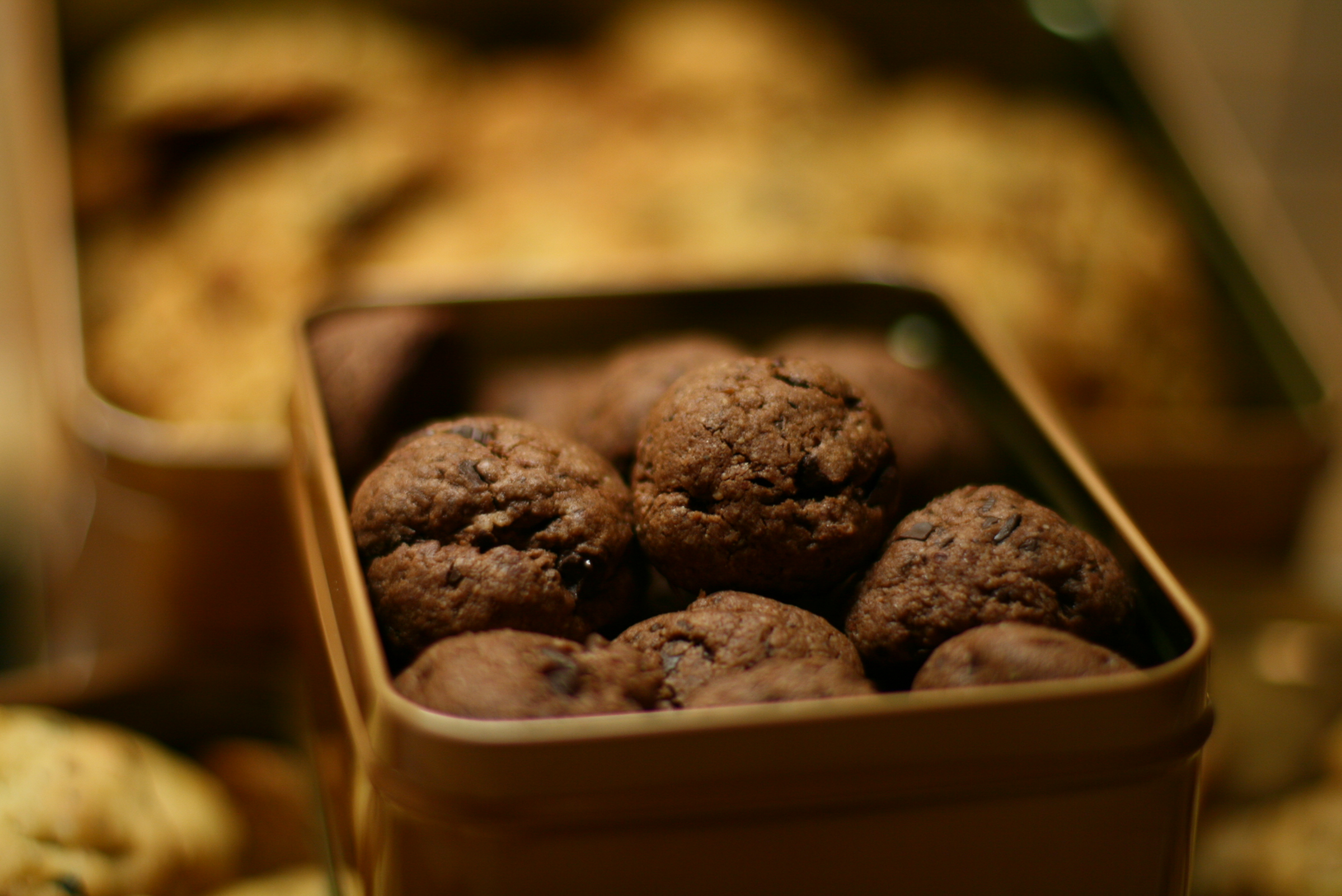
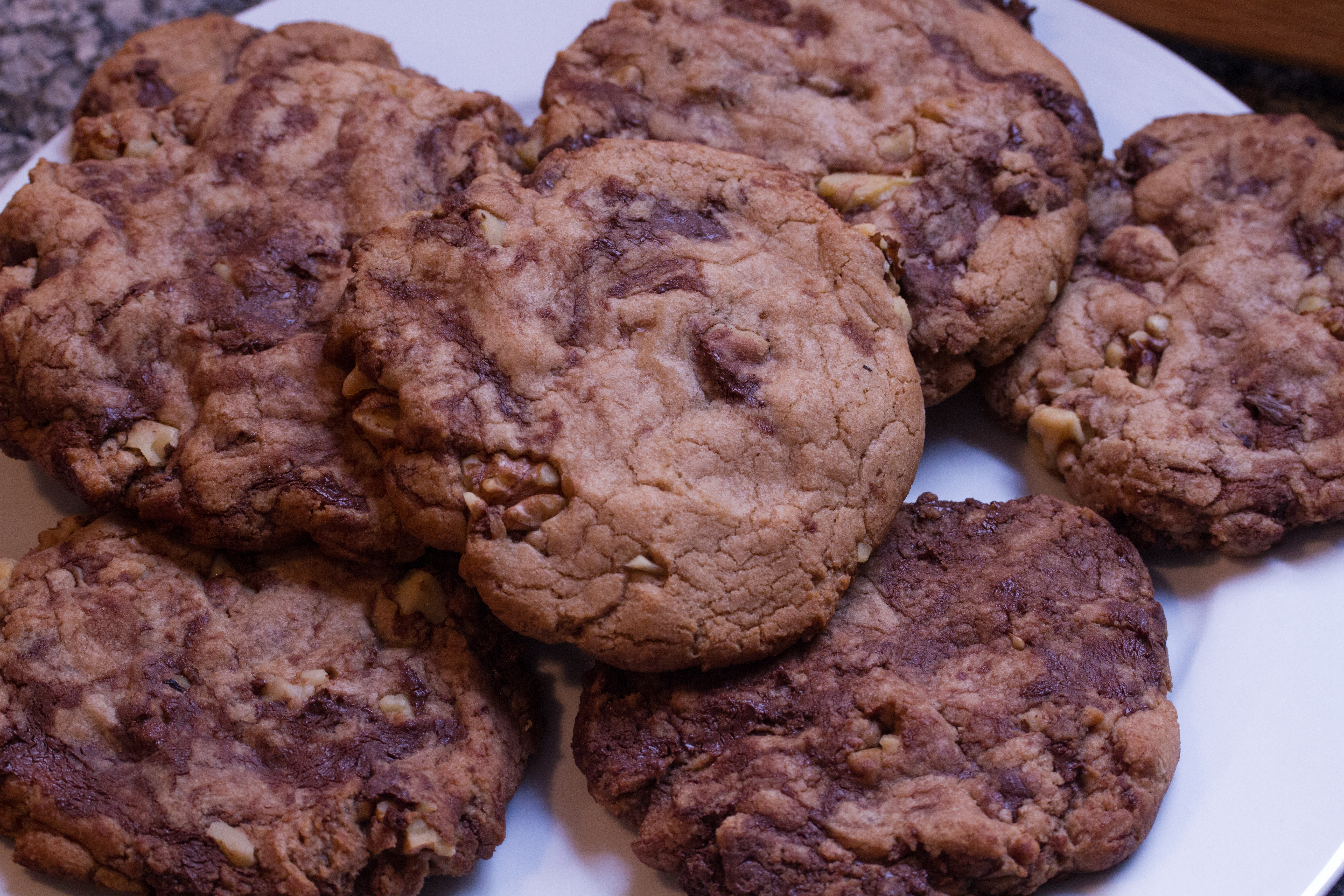
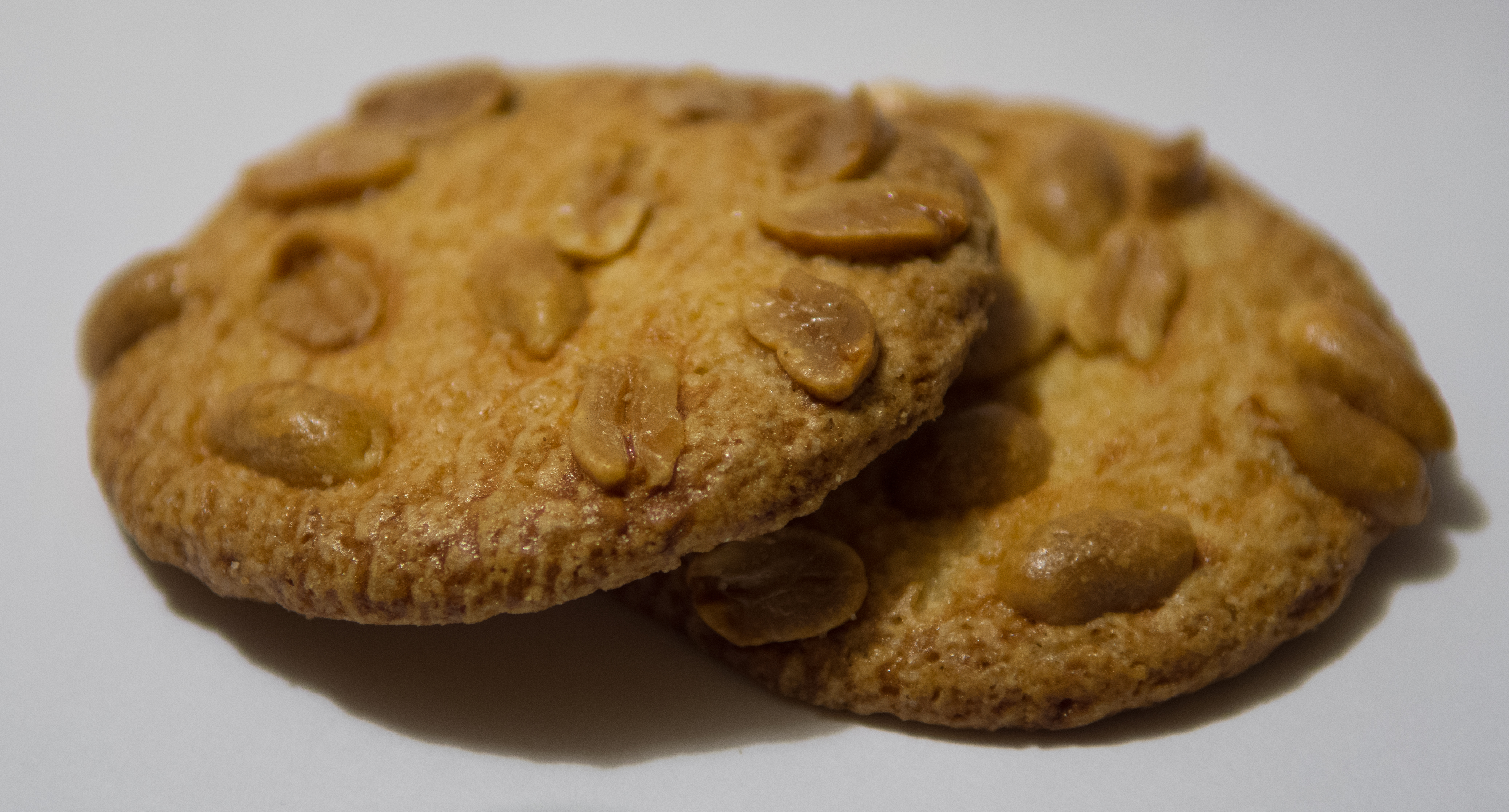
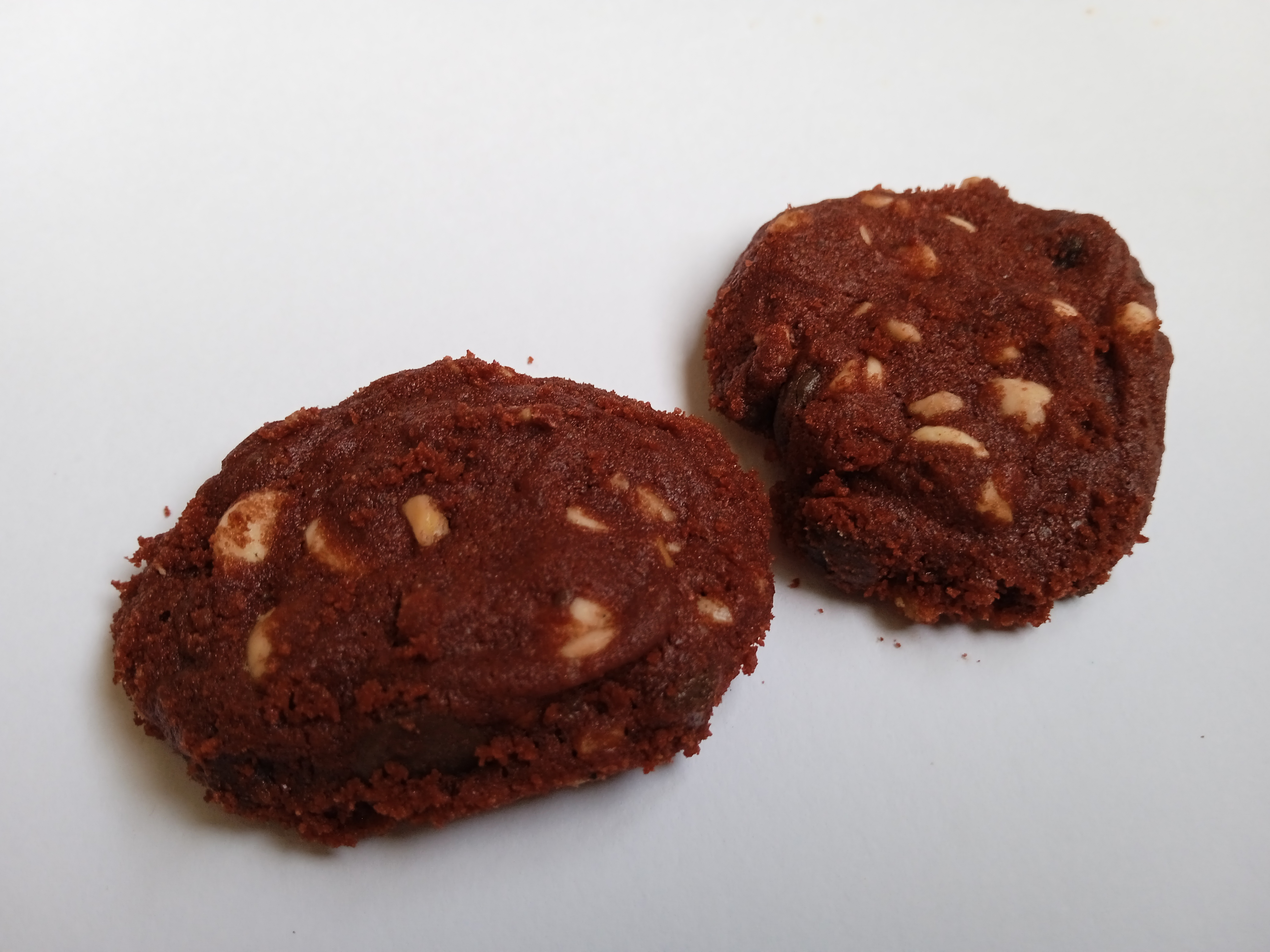
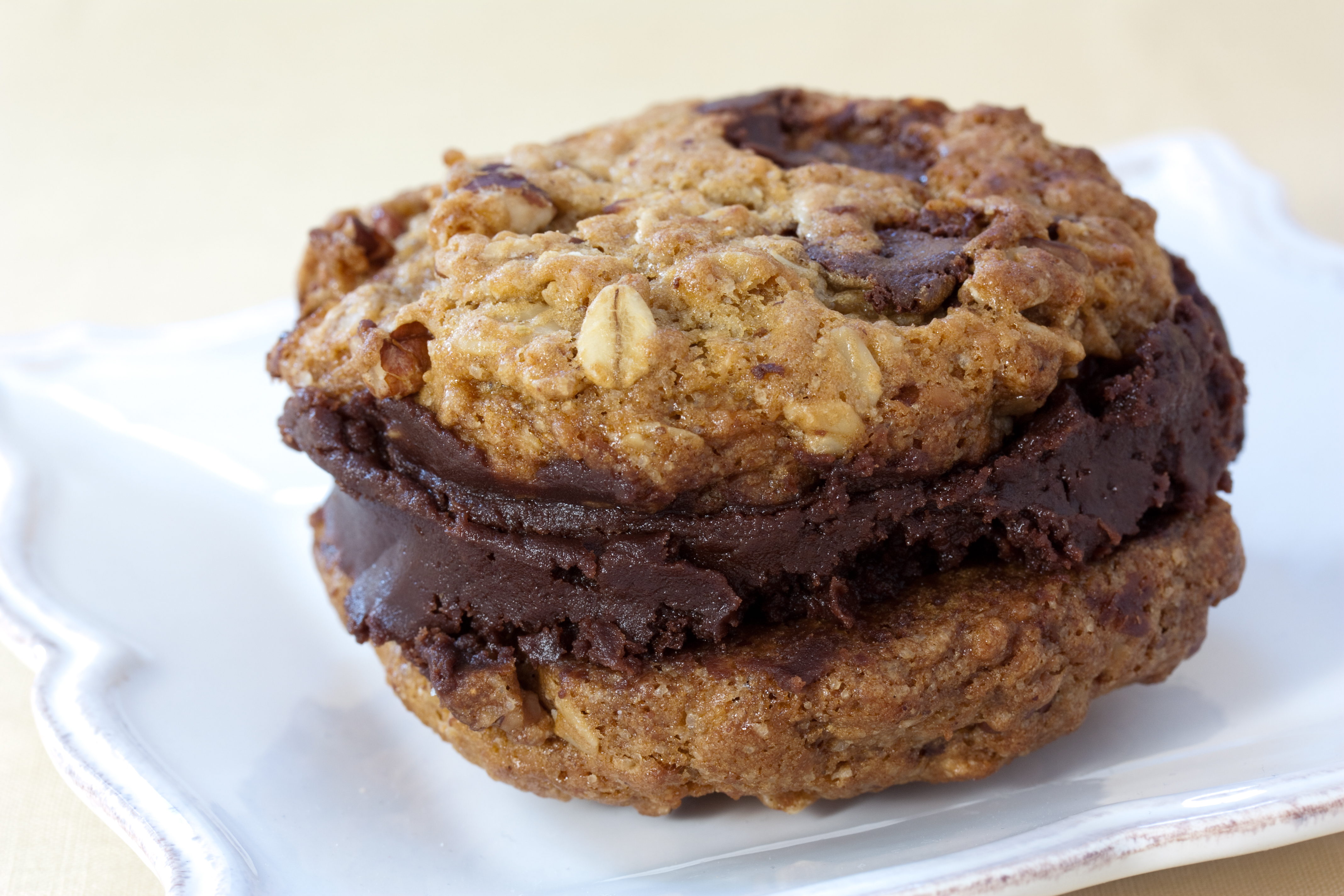
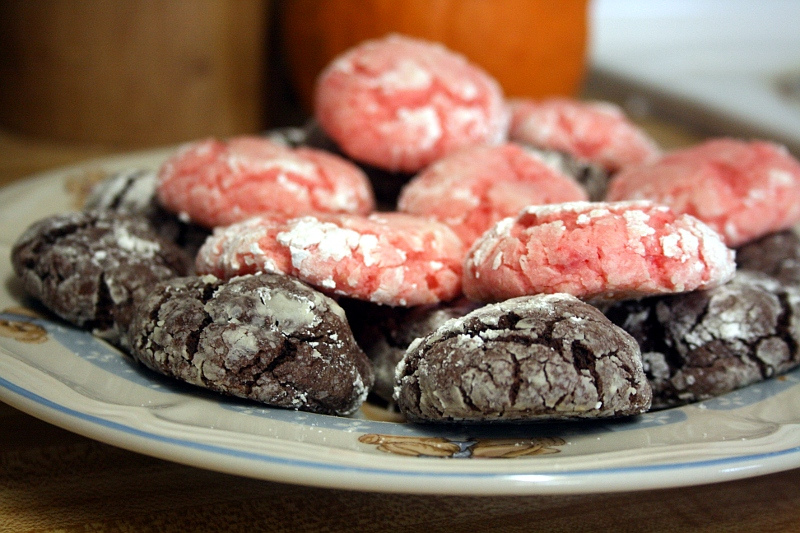
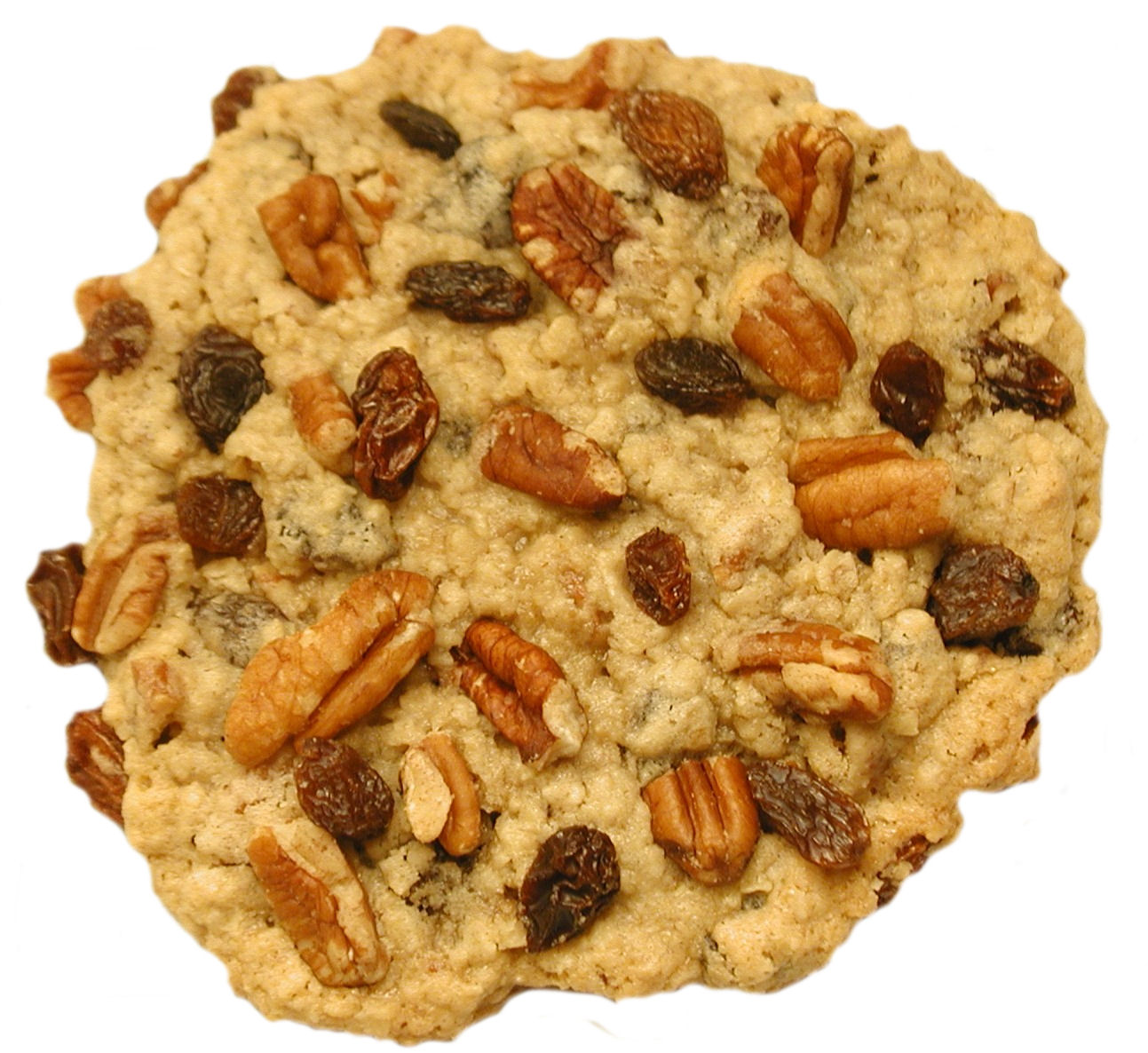
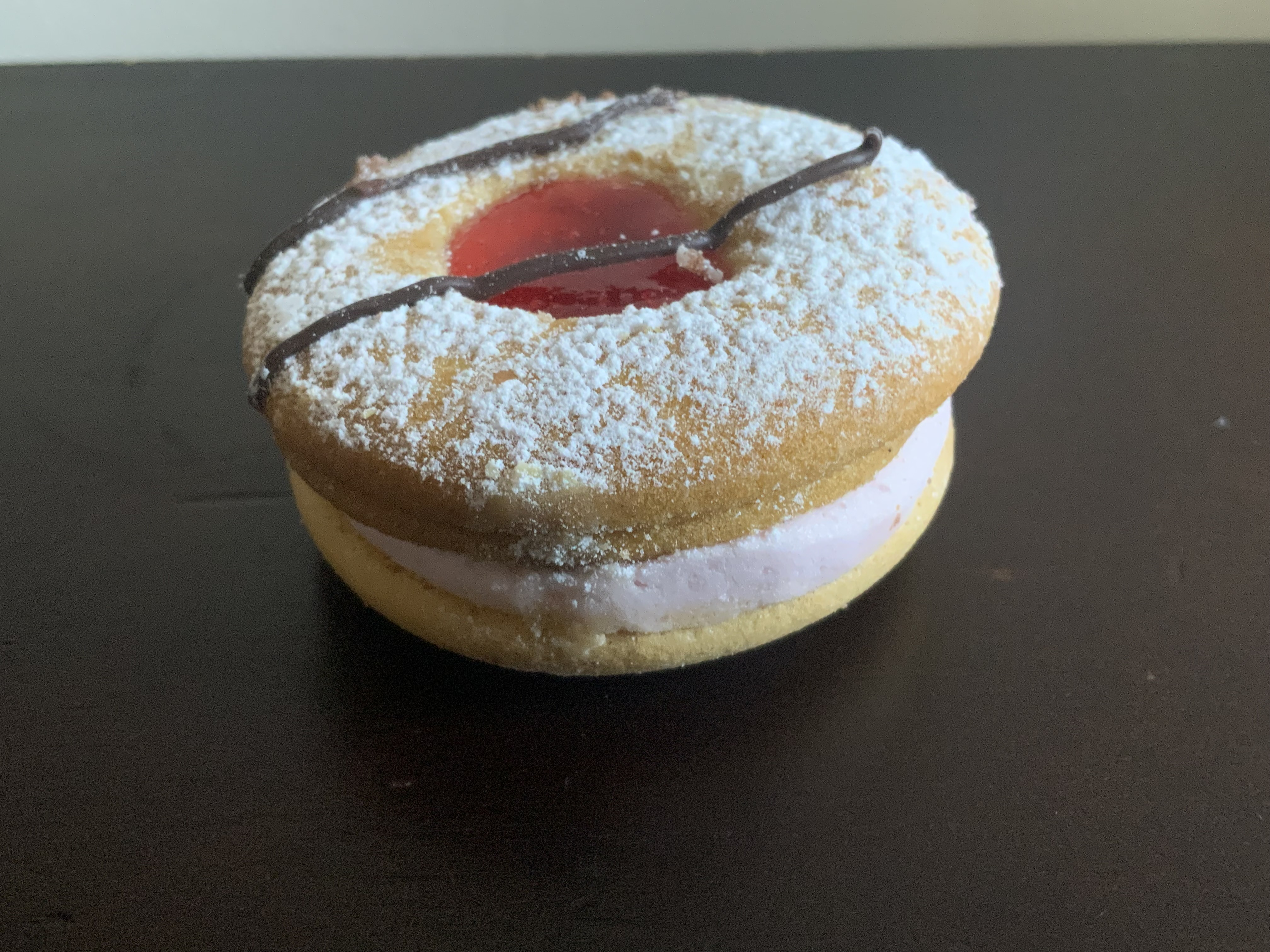